# Rhacophorus cyanopunctatus
Rhacophorus cyanopunctatus är en groddjursart som beskrevs av Ulrich Manthey och Steiof 1998. Rhacophorus cyanopunctatus ingår i släktet Rhacophorus och familjen trädgrodor. IUCN kategoriserar arten globalt som livskraftig. Inga underarter finns listade i Catalogue of Life.